# Warcq (Ardenas)
Warcq é uma comuna francesa na região administrativa de Grande Leste, no departamento das Ardenas. Estende-se por uma área de 9,19 km². Em 2010 a comuna tinha 1 299 habitantes (densidade: 141,3 hab./km²).